# Orfilea
Orfilea es un género con cuatro especies de plantas con flores perteneciente a la familia de las Euphorbiaceae.
Nativas de Nueva Caledonia.

## Taxonomía
El género fue descrito por Henri Ernest Baillon y publicado en Étude générale du groupe des Euphorbiacées 452. 1858.

## Especies aceptadas
A continuación se brinda un listado de las especies del género Orfilea aceptadas hasta octubre de 2012, ordenadas alfabéticamente. Para cada una se indica el nombre binomial seguido del autor, abreviado según las convenciones y usos.
- Orfilea ankafinensis (Baill.) Radcl.-Sm. & Govaerts
- Orfilea coriacea Baill.
- Orfilea multispicata (Baill.) G.L.Webster
- Orfilea neraudiana (Baill.) G.L.Webster